# ナムラタ・ジョーシー
ナムラタ・ジョーシー（Namrata Joshi）は、インドの映画批評家。1999年から2015年まで『アウトルック』に所属し、以降は『ザ・ヒンドゥー』で活動している。

## キャリア
デリー大学、インド映画テレビ研究所、タイムズ・センター・メディア研究所の出身。1999年に特派員として『アウトルック』に就職し、映画特集記事を任された。在職中には『ショータイム』の週間映画批評記事も担当し、2005年には国家映画賞 映画批評賞を受賞している。2015年に『アウトルック』を退職し、『ザ・ヒンドゥー』のムンバイ支局に転職した。また、国際映画批評家連盟のインド支部会員を務めており、2019年には映画が人々に与える影響を観察した書籍『Reel India』を出版した。